# 삼림경영학

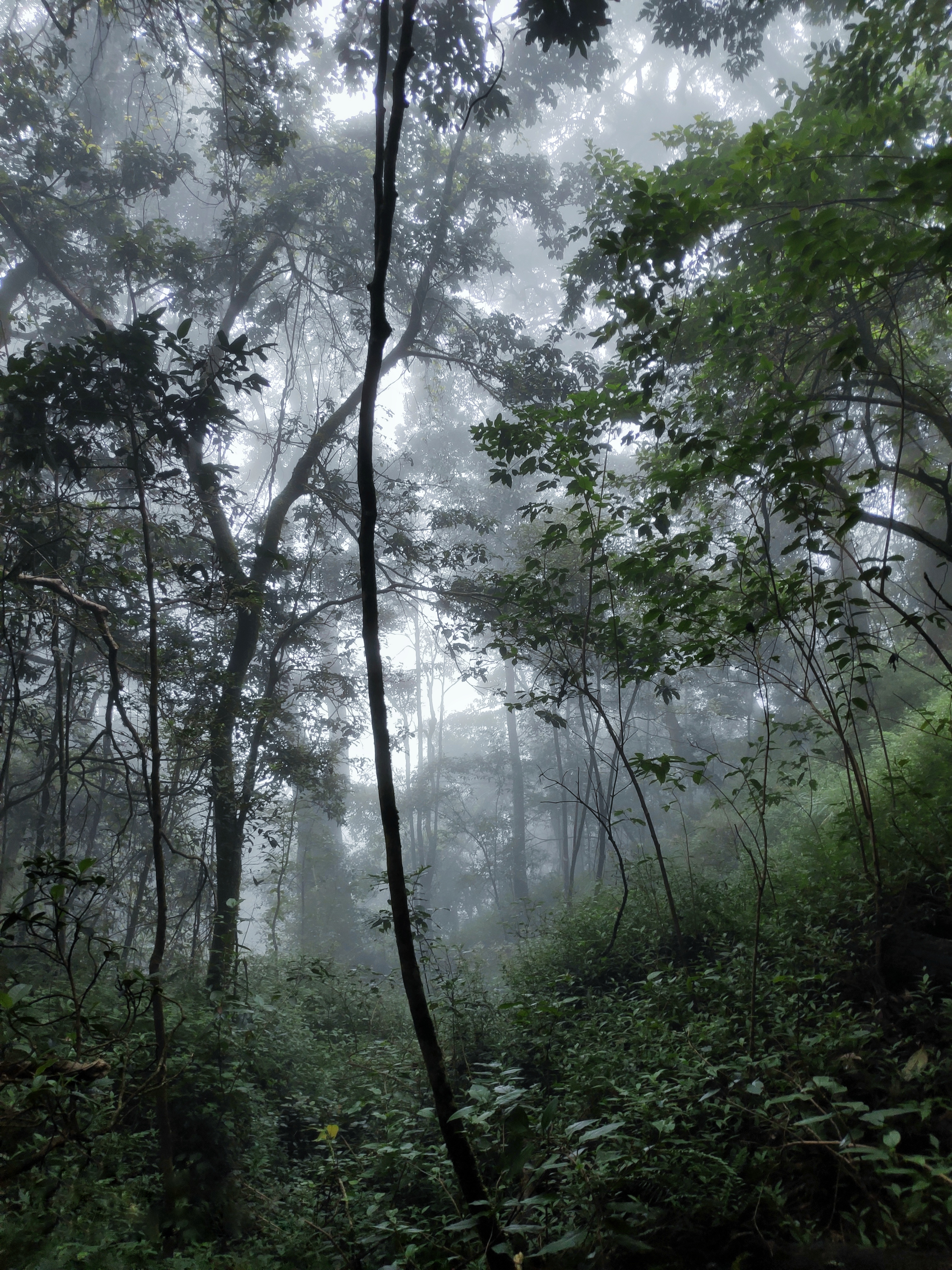
지속 가능한 산림 관리는 지역의 사회경제적, 문화적, 생태적 필요와 제약 사이의 균형을 유지한다.

삼림경영학(Forest management)은 전반적인 행정적, 법적, 경제적, 사회적 측면뿐만 아니라 조림, 산림 보호, 산림 규제와 같은 과학적, 기술적 측면과 관련된 임업의 한 분야이다. 여기에는 목재, 미학, 레크리에이션, 도시 가치, 물, 야생 동물, 내륙 및 연안 어업, 목재 제품, 식물 유전자원 및 기타 산림 자원 가치에 대한 관리가 포함된다. 관리 목표는 보존, 활용 또는 이 둘의 혼합일 수 있다. 기술에는 목재 추출, 다양한 종의 식재 및 재식재, 숲을 통과하는 도로 및 통로 건설 및 유지 관리, 화재 예방 등이 포함된다.
산림 목록 및 관리 계획을 개선하기 위해 원격 감지, 지리 정보 시스템(GIS) 및 사진 측량 모델링과 같은 많은 도구가 개발되었다. 과학적 연구는 삼림 경영을 돕는 데 중요한 역할을 한다. 예를 들어, 기후 모델링, 생물 다양성 연구, 탄소격리 연구, GIS 응용 프로그램 및 장기 모니터링은 삼림 경영을 평가하고 개선하여 효율성과 성공을 보장하는 데 도움이 된다.

## 같이 보기
- 보전생물학
- 환경 보호
- 혼농임업
- 분류:삼림보전